# Dot-com
In economia e informatica con dot-com si definiscono tutte quelle società di servizi che sviluppano la maggior parte del proprio business attraverso un sito web e Internet. Il nome deriva dal diffuso utilizzo, da parte di queste, di siti appartenenti al dominio di primo livello .com (dot è il nome inglese del punto).

## Dot-com e new economy
Il termine dot-com viene anche utilizzato per identificare quelle aziende che, nate a seguito del notevole surplus di fondi generati dalle venture capital, e al grande ottimismo del mercato azionario durante la fine del XX secolo, impostarono un business improntato principalmente all'erogazione di servizi via web. Queste aziende, eccessivamente fiduciose nelle potenzialità della rete, generarono nel mercato una corsa agli investimenti: l'entusiasmo per i progressi tecnologici spinse gli analisti ed i mercati a trascurare gli indicatori tradizionali di redditività, generando una supervalutazione delle azioni dot-com.
Proprio per questo le dot-com furono le protagoniste, in negativo, della bolla speculativa della new economy all'inizio degli anni duemila, detta bolla delle dot-com, quando numerose di esse fallirono generando una notevole flessione della New Economy.
Per questo motivo il termine dot-com può assumere anche un'accezione fortemente negativa, indicando aziende nate senza un chiaro piano industriale e di marketing, quindi con una mancanza di solidità che facilmente le porta al fallimento.
Oltre a queste vi sono ovviamente dot-com che riuscirono, grazie a una buona iniziativa imprenditoriale e alla capacità di offrire servizi più interessanti e innovativi, a sopravvivere alla bolla speculativa e a svilupparsi nel corso degli anni. Oggi la maggior parte di queste è acquisita dai grandi operatori del mercato (come ad esempio Google, Microsoft e Yahoo!).

## Elenco
Tra le dot-com di maggior rilievo e successo si possono citare:
- Hotmail
- Flickr
- GeoCities
- PayPal
- Skype
- Myspace
- Writely
- YouTube
- Facebook
- eBay
- Amazon.com